# 格鬥擂台
格鬥擂台(英語：Sugar Ray Leonard's Fight Zone，或Fight Zone)號稱「世界上尚蓋危險的所在」，是由前世界拳王舒格·雷·倫納德(英語：Sugar Ray Leonard)於1996年－1999年間制作的格鬥性娛樂節目，劇情台詞比起當紅摔角節目WWE更為誇張噴飯。
格鬥擂台在美國是以付費收看的方式每個月播出一次，有不同形式的賽制如挑戰賽與淘汰賽。台灣衛視中文台於1997年－2000年間將其國台語配音搞笑播出。

## 擂台
格鬥擂台的比賽場地並非擂台，而是類似柔道、空手道比賽時使用的有標明界線的平面場地，有八角型(早期)與圓形(晚期)兩種，圓形擂台畫有左三巴紋，與觀眾席無明顯區隔，所以常有選手被打飛撞進觀眾席中。
場地兩側設有讓選手出場用的甬道，以及比賽開始時敲擊的大鑼。

## 賽制
淘汰賽(Elimination Rounds)：由八位選手開始的單敗淘汰制比賽，最後優勝者就是本次格鬥擂台的總冠軍。

## 貝德卡瑪挑戰賽
貝德卡瑪挑戰賽(Badd Karma Challenge)：格鬥擂台最受歡迎的比賽，當時年僅二十一歲，在無數地下格鬥比賽中所向無敵的貝德卡瑪向所有的地下格鬥家下戰帖，期待將他打敗的人出現。
主持人高喊「又到了貝德卡瑪挑戰時間」,節目進入歡呼聲最高的單元，只有實力堅強又不怕傷殘的選手，才能蹅進挑戰擂台。至今仍無挑戰者成功打敗。

## 人物

### 裁判
穿著黑白直條紋上衣與黑色西裝褲，為比賽公證，有時會穿戴上捕手的全套護具。

### 主播
主播台前面用燈管排出了中文字「打雷台」（應該是「打擂台」）。
老雷
丹尼
傑夫

### 場內訪問
訪問比賽優勝者，並補充解說；前期由北美空手道冠軍邁克·賈·懷特(英語：Michael Jai White)與特技演員布萊德一組，後期改由小雷與艾瑞克一組，麥可賈懷特則加入主播台。
邁克·賈·懷特(英語：Michael Jai White)：知名動作演員，格鬥擂台的技術分析專家，精通包括松濤館流、剛柔流、極真會館等流派在內的空手道，以及巴西柔術、跆拳道、琉球古武術、唐手道、中國功夫等多種武術。
主演作品有《閃靈悍將》、《血骨英雄》、《永不退縮2:火爆對決》等。
布萊德(Brad Martin)]：特技演員兼動作指導。
小雷
艾瑞克

### 選手
多為有武術根柢的特技演員或新人演員所扮演（作為踏入演藝圈的跳板），但有少數真正的職業格鬥家，以增添節目的真實性與宣傳。
以主辦人舒格·雷·倫納德的地位，能夠號召到的卡司當然相當豪華，讓許多成名高手與明日之星齊聚一堂，展現出各式各樣的武術風格如：
空手道、跆拳道、柔道、柔術、忍術、職業摔角、街頭搏鬥、中國武術、泰拳、自由搏擊、有膽你就試看看...等，有些選手還會在比賽中掏出凶器，不過這是犯規的。
貝德卡瑪(Badd Karma)：格鬥擂台的超級巨星，武術流派是神秘的Buddhist Martial Arts，包括多項技巧，如制敵、拋摔、扭打、抓，以及自由式最後是柔道，另外學過三年的忍術。
1.與貝德卡瑪比賽是很可怕的，因為他會讓對手「衰啊衰，衰到種瓠仔生菜瓜。」；對手在貝德卡瑪的面前將會打開自己，被他知道前世今生，以及致命的破綻。
2.貝德卡瑪在比賽中較常展現出近似合氣道與柔道的技巧，將對手玩弄於股掌之間，讓觀眾大呼過癮。
3.台灣版配音員與後來衛視中文台播放的動畫烏龍派出所主角兩津勘吉同樣是林協忠。
4.我們說實在的，他這個人是不可能當肉砧的，這件事情很重要。
湯姆霍德(Tom Howard)：職業摔角手，實際意義上讓貝德卡瑪陷入苦戰的強敵。在日本職業摔角界有豐富的實績，後來擔任UPW的首席教官，曾經訓練出John Cena、The Miz等現役知名度極高的職業摔角手。
艾瑞克保羅森(Erik Paulson)：擅長巴西柔術、柔道、跆拳道、截拳道、菲律賓魔杖、泰拳的綜合格鬥家。曾經在UFC訓練過前WWE冠軍布洛克·雷斯納。
維京人(The Viking，本名Tony Halme)：職業拳擊手及職業摔角手，曾以Ludvig Borga的藝名在WWF出賽。芬蘭人，2003年-2007年間擔任芬蘭的國會議員，2010年自殺。
蒙古人(The Mongolian)，去髮僅留一條後辮的大體型選手，也是節目裡少數能與維京人對戰的超大型戰士，不僅具備大體型、大力量、還有驚人爆發的衝撞速度。
J.J.派瑞(Jordan Andrew "J.J." Perry)：美國動作片演員，2004年世界特技金牛獎最佳男性特技演員。
湯尼梅遜吉(Tony Messenger)：擅長自由搏擊的特技演員，曾於2010年的好萊塢電影浴血任務中擔任杜夫·朗格的替身。
千里馬瘋禿頭/狂人(Mad Bald)：挑戰過貝德卡瑪兩次的狂人，而且第二次挑戰時讓貝德卡瑪陷入苦戰，是少數能做到把貝德卡瑪抓起來摔的選手，進步神速。
希斯科(Cisco)：他的小名叫作挨打，是芝加哥南方的街頭混混，聲稱要代表所有的街頭混混教訓貝德卡馬。
發電機(Dynamo)：使用以日本柔道為主的多元次系統打法：有膽你就試看看（Yatte Kudasai，やってください），包括了各種踢法、拳法、拋法、鎖功、擊法、掃法，包羅萬象，小時候被媽媽送去空手道班希望學讓他學會自制力，但其實那時他已經達到第十級的功力。
影武者(Shadow Warrior)：忍者，受過死亡訓練。
前科犯/罪人：穿著藍色囚犯服出賽。
平頭/博奇：背後的刺字寫著「殺諸敵」，而且他其實不是平頭。
（前科犯與平頭曾是被關在同一所監獄的牢友，兩人在牢中有仇。）
馬努(Manu)：使用猴拳，身手輕快。
貓鼬：緬甸選手,使用中國武術，體格與馬努一樣瘦小，也是速度型的選手。
清道夫(Garbageman)：高大胖碩的體格在街頭搏鬥上很占優勢。
飛越男孩(Flyboy)：準軍事部隊成員，曾接受美國空軍的格鬥訓練。
布魯士(Bruce Borley)：澳洲人，穿鱷魚皮靴打擂台。
高麗棒子(Kamikazi Ky)：韓國傳統武術跆跟，在貝德卡馬的面前完全沒有發揮出來就被打敗了。
詹姆斯：使用泰拳
傑西(Jessy)
過街老鼠(Street Rat)：體型雖小但行動敏捷，鬥志極高，雖然比賽中因體型與技巧往往表現不盡順利，但憑藉旺盛的求勝心，仍打下幾場令人意外的勝仗。
瑪力歐(Mario)
英國佬(English)
湯瑪斯(Thomas Pain)
德布羅(Dreblo)
卡噗（卡奴）：
克萊
麥特
肯
毀滅者
傑迪
危機
瑪拉卡斯

## 相近節目
- 美國職業摔角冠軍爭霸戰

## 外部連結
- Youtube上的格鬥擂台殘存片段
- IMDB 資料